# Гаврилюк Світлана Віталіївна
Світла́на Віта́ліївна Гаврилю́к (народилася 1 січня 1962 р. в містечку Торчин Луцького району Волинської області) – український історик, доктор історичних наук, професор, завідувач кафедри музеєзнавства, пам’яткознавства та інформаційно-аналітичної діяльності Волинського національного університету імені Лесі Українки, Заслужений працівник освіти України. 

## Життєпис
У 1978 р. Світлана Гаврилюк із золотою медаллю закінчила Торчинську середню школу Волинської області. Протягом 1978–1982 рр. навчалася на історичному факультеті Луцького державного педагогічного інституту імені Лесі Українки, який закінчила з відзнакою. У 1982–1983 рр. працювала науковим співробітником Волинського краєзнавчого музею. У грудні 1983 р. перейшла на посаду лаборанта Луцького державного педагогічного інституту імені Лесі Українки. З 1984 р. – викладач історії цього вищого навчального закладу. У 1987–1989 рр. – стажист-дослідник в Інституті історії Академії наук України (нині – Інститут історії України НАН України) у м. Києві. Після захисту кандидатської дисертації влітку 1990 р. працює старшим викладачем кафедри історії України Луцького державного педагогічного інституту імені Лесі Українки (з серпня 1993 р. – Волинського державного університету імені Лесі Українки). 
У 1996–1999 рр. Світлана Гаврилюк – доцент кафедри давньої та нової історії України Волинського державного університету імені Лесі Українки (ВДУ імені Лесі Українки). Протягом жовтня 1999 – жовтня 2002 рр. – докторант ВДУ імені Лесі Українки, після закінчення докторантури повернулася доцентом на означену кафедру. 
У 2004–2005 рр. Світлана  Гаврилюк очолювала кафедру політичних інститутів і процесів Волинського державного університету імені Лесі Українки. З вересня 2005 р. до середини грудня 2019 р. вона – проректор з навчальної роботи (з 2015 року – проректор з науково-педагогічної і навчальної роботи та рекрутації) цього ж університету, який у вересні 2007 р. отримав статус національного. а в серпні 2012 р. став іменуватися Східноєвропейським національним університетом імені Лесі Українки (СНУ імені Лесі Українки). У жовтні 2020 р. університет повернув назву Волинського національного університету імені Лесі Українки. Водночас протягом березня 2008 – лютого 2016 рр. Світлана Гаврилюк – завідувач кафедри документознавства і музейної справи названого університету. 
З другої половини грудня 2019 р. Світлана Гаврилюк працює професором кафедри музеєзнавства, пам’яткознавства та інформаційно-аналітичної діяльності ВНУ імені Лесі Українки. З червня 2020 р. вона – завідувач названої кафедри. 

## Наукові студії.
1 червня 1990 р. в Інституті історії Академії наук України Світлана Гаврилюк захистила дисертацію на здобуття наукового ступеня кандидата історичних наук. Викладацька робота, а також бажання вивчати малодосліджені сторінки історії західних етнічних українських земель спонукали її до написання докторської дисертації. Підготовка  докторського дослідження передбачала опрацювання матеріалів в архівах та бібліотеках Республіки Польща. Результативним пошукам сприяла стипендія Каси імені Юзефа Мяновського – Фундації сприяння науки на Сході (Польща), якої Світлана  Гаврилюк удостоювалася у 2000 і 2002 рр. Підсумком наполегливої дослідницької  роботи стали монографія «Історичне пам’яткознавство Волині, Холмщини і Підляшшя (ХІХ – початок ХХ ст.)» (Луцьк, 2002) та близько шести десятків статей. 
27 серпня 2003 р. на засіданні спеціалізованої вченої ради у Чернівецькому національному університеті імені Юрія Федьковича Світлана Гаврилюк захистила дисертацію на здобуття наукового ступеня доктора історичних наук за спеціальністю 07.00.01 – історія України. Науковий консультант – доктор історичних наук, професор Чернівецького національного університету імені Юрія Федьковича Юрій Макар. 16 червня 2005 р. Світлані Гаврилюк присвоєно вчене звання професора. 
З жовтня 2008 р. по липень 2016 р. Світлана Гаврилюк – голова спеціалізованої вченої ради із захисту дисертацій на здобуття наукового ступеня кандидата історичних наук за спеціальностями 07.00.01 – історія України; 26.00.05 – музеєзнавство. Пам’яткознавство у СНУ імені Лесі Українки. Кілька років була членом спеціалізованої вченої ради із захисту кандидатських дисертацій у Національному університеті «Острозька академія». Впродовж 2013 – 2020 рр. Світлана Гаврилюк – член спеціалізованої вченої ради із захисту кандидатських дисертацій у Центрі пам’яткознавства НАН України та УТОПІК (м. Київ). 
Світлана Гаврилюк у 2008 – 2019 рр. очолювала редакційну колегію фахового часопису «Науковий вісник Східноєвропейського національного університету імені Лесі Українки. Історичні науки», входила до складу редакційних колегій наукових фахових видань «Літопис Волині», «Соціологічні студії» (СНУ імені Лесі Українки), «Історико-політичні проблеми сучасного світу» (Чернівецький національний університет імені Юрія Федьковича). 
Коло наукових інтересів С. Гаврилюк – суспільно-політичне і культурне життя західних етнічних українських земель у ХІХ – на початку ХХ ст., що перебували під владою Російської імперії, насамперед охорона на їх теренах пам’яток історії та культури. У 2008 р. побачило світ друге, доповнене видання її монографії «Історичне пам’яткознавство Волині, Холмщини і Підляшшя (ХІХ – початок ХХ ст.)». Світлана Гаврилюк – автор розділів кількох колективних монографій, зокрема, «Основи пам’яткознавства» (Київ, 2012), «Регіональні особливості нерухомих пам’яток України» (Київ, 2017), «Україна – Норвегія: тривале партнерство заради майбутнього» (Київ, 2017), упорядник наукових та науково-популярних видань про історію Східноєвропейського національного університету імені Лесі Українки. 
Після захисту докторської дисертації дослідниця опублікувала майже сім десятків статей у фахових наукових виданнях, збірниках наукових конференцій. Світлана Гаврилюк є рецензентом монографій українських істориків, зокрема, Є. Ковальчук «Формування фонду сакрального мистецтва у Волинському краєзнавчому музеї (1929–2012 роки)» (Луцьк, 2013), Р. Маньковської «Музеї України у суспільно-історичних викликах ХХ – початку ХХІ століть» (Львів, 2016), випусків «Волинського музейного вісника» – спільного видання Волинського краєзнавчого музею і кафедри музеєзнавства, пам’яткознавства та інформаційно-аналітичної діяльності ВНУ імені Лесі Українки. Ґрунтовному дослідженню проблем національного історичного пам’яткознавства сприяло виконання в університеті під її керівництвом впродовж 2010–2012 рр. наукової бюджетної теми «Культурна спадщина західних етнічних українських земель: проблеми вивчення і збереження у XIX–XXI ст.». 
Світлана Гаврилюк докладає зусиль для підготовки науковців – істориків, музеєзнавців, пам’яткознавців, культурологів. Під її керівництвом захищено 11 кандидатських дисертацій; сформувалася й успішно розвивається наукова школа «Історичне пам’яткознавство західних етнічних українських земель ХІХ–ХХІ ст.».

## Громадська діяльність.
Світлана Гаврилюк проводить активну громадську діяльність історико-краєзнавчого та пам’яткознавчого характеру. Цьому сприяє її членство у Волинській обласній організації Національної спілки краєзнавців України, Волинській організації УТОПІК, а також як голови філії Українського історичного товариства імені  М. Грушевського при університеті (штаб-квартира товариства знаходиться у Кентському університеті (штат Огайо, США). Під егідою Товариства у травні 2006 р. на базі Волинського тоді ще державного університету імені Лесі Українки був підготовлений і проведений ІІІ Міжнародний науковий конгрес українських істориків «Українська історична наука на шляху творчого поступу». У ньому взяло участь понад 400 істориків з України, країн Європи та Америки. За матеріалами конгресу опублікований збірник у трьох томах. 

## Нагороди і відзнаки.
За особистий творчий внесок у навчання і виховання молоді, удосконалення процесу навчання, вагомі наукові здобутки Світлана Гаврилюк удостоєна Почесних Грамот Міністерства освіти і науки України (1991 та 1999 рр.), Подяки Прем’єр-міністра України (2009 р.), знака «Відмінник освіти України» (2006 р.). Монографія С. Гаврилюк «Історичне пам’яткознавство Волині, Холмщини і Підляшшя (ХІХ – початок ХХ ст.)» у 2003 р. стала переможцем конкурсу «Кращий посібник, монографія Волині», а також волинського обласного конкурсу «Світ волинської книги». 
У 2007 р. за особистий внесок у розвиток освітніх інновацій і належне представлення Волинського національного університету імені Лесі Українки на четвертій виставці-презентації «Освіта України. Інноваційні технології навчання» нагороджена Почесним дипломом Міністерства освіти і науки України та Академії педагогічних наук України. У 2010 р. за рішенням Волинської обласної ради удостоєна премії у номінації «За наукові досягнення». У тому ж році за заслуги з відродження духовності в Україні, утвердження Помісної Української Православної Церкви нагороджена орденом Св. Великомучениці Варвари. До особистого ювілею у 2012 р. рішенням вченої ради університету нагороджена Золотою медаллю Лесі Українки. У тому ж році нагороджена Почесним дипломом Міністерства освіти і науки України та Національної академії педагогічних наук України, а також Грамотою МОН, НАН України, Національного центру «Мала академія наук» з нагоди 20-річчя Волинського відділення МАН. У березні 2020 р. Указом Президента України Світлана Гаврилюк удостоєна звання «Заслужений працівник освіти України». 
Почесний краєзнавець України. За внесок у музейну та пам’яткоохоронну справу, зокрема, діяльність у сфері збирання, збереження та охорони історико-культурної спадщини України рішенням Президії Національної спілки краєзнавців України від 14 травня 2021 р.  удостоєна Премії імені академіка Петра Тронька. 

## Публікації
Монографії:

1.	Гаврилюк С. В. Історичне пам’яткознавство Волині, Холмщини і Підляшшя (ХІХ – початок ХХ ст.) : [монографія]. Луцьк : ВДУ ім. Лесі Українки, 2002.  532 с. 
2.	Гаврилюк С. В. Історичне пам’яткознавство Волині, Холмщини і Підляшшя (ХІХ – початок ХХ ст.) : [монографія]. 2-е вид., допов. Луцьк : ВНУ ім. Лесі Українки, 2008.  536 с.
3.	Гаврилюк С. В., Гаврилюк О. Н. Історичний нарис пам’яткоохоронної справи. Основи пам’яткознавства : [монографія] / під заг. ред. Л. О. Гріффена, О. М. Титової ; Центр пам’ткознавства Нац. акад. наук України і Укр. т-ва охорони пам’яток історії та культури. Київ : Центр пам’яткознавства НАН України і УТОПІК, 2012. С. 248–284. 
4.	Гаврилюк С. В., Гаврилюк О. Н. Характерні особливості нерухомої спадщини західних областей України. Регіональні особливості нерухомих пам’яток України [Монографія]. / кол. авт. Бичковська Г. М., Гаврилюк О. Н., Гаврилюк С. В. [та ін.]; під заг. ред. Л. О. Гріффена, О. М. Титової. Київ : Центр пам’яткознавства НАН України і УТОПІК, 2017. С. 173–199. 
5.	Україна – Норвегія: тривале партнерство заради майбутнього. Ukraine-Norway: a Long-lasting Partnership for the Sake of the Future / голов. ред. І. Я. Коцан. Київ, 2017. 96 с. (колектив авторів: С. В. Гаврилюк, О. М. Карліна, П. М. Кралюк, Ю. В. Крамар, О. В. Разиграєв, Л. В. Стрільчук, Г. М. Хлібовська, А. Г. Шваб, В. В. Щепанський).
Статті:
6.	Гаврилюк С. В. Історичне пам’яткознавство Волині ХІХ – початку ХХ ст. (за документами Рукописного архіву Інституту історії матеріальної культури РАН). Архіви України. 2002. № 4-6. С. 207–217.
7.	Гаврилюк С. Культурний аспект у формуванні і подоланні українсько-польських стереотипів. Stereotypy narodowościowe na pograniczu / pod red. W. Bonusiaka. Wyd. 1. Rzeszów, 2002. S. 53–54.
8.	Гаврилюк С. В. Питання охорони історичних пам’яток у діяльності державних установ і громадських організацій в Російській імперії (друга половина ХІХ – початок ХХ ст.). Студії з архівної справи та документознавства. Київ, 2002. Т. 8. С. 147–153.
9.	Гаврилюк С. В. Архітектурна старовина українсько-польського прикордоння на сторінках праць польських авторів першої половини ХІХ ст. Південний архів: Історичні науки : зб. наук. пр. 2004. Вип. 16. С. 98–105.
10.	Гаврилюк С. Архітектурні пам’ятки Волині, Холмщини і Підляшшя в описах польських дослідників (перша половина ХІХ ст.). Europa bez granic: wyzwanie dla oświaty wielokulturowej. / Wyższa Szkoła Umiejętności Pedagogicznych i Zarządzania ; [red. Stanisław Jadczak]. Ryki, 2004. S. 117–123. 
11.	Гаврилюк С. В. Волинські пам’ятки в дослідженнях професора Адріана Прахова. Літопис Волині : всеукр. наук. часоп. 2009. Ч. 6. С. 10–16.
12.	Гаврилюк С. В. Відновлення Успенського собору м. Володимира-Волинського – унікальної пам’ятки Київської Русі: концепція, здійснення, результати. Чорноморський літопис. 2010.  Вип. 1. С. 75–80.
13.	Гаврилюк С. В. Історичне пам’яткознавство Волині, Холмщини й Підляшшя в науковій літературі ХІХ – початку ХХ ст.  Науковий вісник Волинського національного університету імені Лесі Українки. Історичні науки. 2010. № 1 : С. 200–205.
14.	Гаврилюк С. В. Свято-Василівський собор Овруча: з історії реставрації початку ХХ ст. Праці Центру пам’яткознавства. 2014. Вип. 25. С. 36–46.
15.	Гаврилюк С. В. Процес зародження пам’яткоохоронної діяльності в Україні (ХІХ – початок ХХ ст.). Краєзнавство. 2015. № 3/4. С. 225–233.
16.	Гаврилюк С. Обговорення на археологічних з’їздах Російської імперії питань збереження історико-культурної спадщини Холмщини й Підляшшя. Науковий вісник Східноєвропейського національного університету імені Лесі Українки. Історичні науки. 2017. № 4 (353). С. 125–132. 
17.	Гаврилюк С. Створення та діяльність міжнародних музейних організацій. Науковий вісник Східноєвропейського національного університету імені Лесі Українки. Історичні науки. 2018. № 6 (379). С. 156–164. 
18.	Гаврилюк С. Пам’яткоохоронна діяльність в Україні: виклики сьогодення. Старий Луцьк. Науково-інформаційний збірник. Випуск XVI. Луцьк, 2020. С. 227–239. 
19.	Гаврилюк С. Музеї світу в умовах пандемії COVID-19: проблеми і досвід виживання. Волинський музейний вісник: Наук. збірник. Вип. 10. Луцьк, 2020. С. 83–87. 
20.	Гаврилюк С. В., Гаврилюк О. Н. Увічнення пам’ятних місць національної воєнної історії у західноукраїнських землях (1920 – 1930-ті роки). Вчені записки Таврійського національного університету імені В. І, Вернадського. Серія: Історичні науки. Т. 32 (71). № 2. 2021. С. 11–18.